# 鬼塚真紀
鬼塚 真紀（おにづか まき）は日本の女性シンガーソングライター。奈良県出身。
身長160.2cm。中学卒業後15歳で単身上京し、高校在学中から芸能活動をはじめる。テレビやラジオ・映画などに出演。作詞作曲した楽曲提供もしている。
特技・資格は、特殊小型船舶免許取得、文部省認定硬筆検定3級取得。

## 歌手活動略歴
- 2006年11月20日、代々木第一体育館 DJ OZMA ライブツアーファイナル出演。
- 2008年9月20日、21日　中国上海にて『2008ジャパンフェス』に出演。蛯原友里や影山ヒロノブ等と共演。
- 2009年4月12日にデビューしたプロレス団体『KAIENTAI DOJO』のマリーンズマスク(プロ野球『千葉ロッテマリーンズ』のキャラクター『マー君』がモデル)の入場曲を唄っている。
- 2011年7月15日～美人時計×千葉バージョン　22：44～22：47　毎日出演中
- 2011年8月13日、横浜スタジアムでのTUBEのライブでバックコーラスを行った。
- 2011年9月17日、甲子園球場でのTUBEのライブでバックコーラスを行った。
- 2012年6月13日発売のMay'sアルバム『Smiling』収録 『Sky』コーラスで参加。
- ロンドンブーツ田村淳プロデュース『淳の休日』企画 アイドル 『tweedol』のメンバーとして活動。
- 2013年5月5日、習志野文化ホール『108(DANCE BARRO) with No＋CHIN feat. エイジアエンジニアSHUHEI』出演。
- 2013年7月21日〜Androidアプリ『あいどるハムスター』監修(全曲作詞作曲)、カラオケ配信、カラオケの鉄人にて『Glitter★』、『★スーパーテンション↑↑』配信された。
- 2014年12月21日、自身初のワンマンライブ『infinite possibility 2』を赤坂グラフィテイで開催。

## ディスコグラフィー

### シングル
1. Ayano 〜Dear My Friend〜
  - ネット配信シングル
2. Keep On Loving You 〜これからもありがとう〜
  - ネット配信シングル

### アルバム
1. infinite possibility（2008年7月4日、MIAMJ-0001）
2. セカンドミニアルバム『歌というお手紙（らぶれたー）』2014年12月21日発売
3. はっぴー♡でいず[2]
4. ★キセキのBIGアーチ★[2]

ライブDVD
1. 鬼塚真紀ワンマンライブ『一生一代の樽爼』（2018年10月13日渋谷club asia）2019年2月19日発売[2]

## 楽曲提供

### プロレス・テーマソング
- アップルみゆき - 『パワフルハニー』(作詞作曲)
- マリーンズマスク - 『マリーンズマスク』入場曲(作詞作曲.歌)
- KAIENTAI DOJO スーパービッグショーテーマソング - 『Carve with Victory～我らがスター★～』(作詞作曲.歌)
- ロンドンブーツ1号2号田村淳プロデュース[スルースキルズ]-『Shiny Days☆』(作詞作曲)

『BraveSTAR☆』(作詞作曲)
『スルスペtines♪』(作詞作曲)

## メディア出演

### TV
- テレビ東京『カバーしようよ！』
- テレビ埼玉『DREAM PROJECT AUDITION TV』
- MXTV『EZ DO DANCE』(準レギュラー)
- TBS『オビラジR』
- テレビ朝日『くりぃむナントカ』
- 日本テレビ『行列のできる法律相談所』
- ハコニワ（2012年5月、東京インターネット放送局）
- テレビ東京『元祖！大食い王決定戦』
- テレビ東京『大食いなでしこが行く！』
- WOWOW『大人番組リーグノースポンサード』
- TOKYOMX『楽遊高層アイドル』
- TOKYOMX『つんつべバク音』
- フジテレビ『30年目の真実』
- チバテレビ・TOKYOMXテレビ『真夜中のおバカ騒ぎ』

### 映画
- 渋谷の女子高生たちが語った"呪いのリスト"「クネクネ」主役　中山友香役
- 『バックダンサーズ』
- 『東京フレンズ』
- 『DEAR FRIENDS』

### CM
- 『早稲田アカデミー』
- KOSE 『VISSE』
- NTTドコモ『三菱携帯』
- DJ OZMA 『アゲアゲ♂エンドレスナイト』
- BeeTV

### PV
- V6『グッデイ!!』
- MEGARYU『懐メロ』
- ZZ『サムライブルー』
- 気志團『The アイシテル』
- Fonogenico『リズム』
- DJ OZMA『超！』
- AAA『ミカンセイ』
- 伴都美子『夜に傷ついて』
- 夏木マリMV
- nobodyknows+『Hero's come back』
- Jackson vibe『LIFE』
- チャットモンチー『女子たちに明日はない』
- DEEN『雪の蕾』
- 東方神起
- AI
- 175R『夢で逢えたなら』
- Acid Black Cherry
- サンボマスター『Verry special』
- KREVA『ビコーズ』
- YUI『Jam』
- Base ball bear『17歳』
- DELI feat.DABO,AI『今夜もバースデーバッシュ』
- 水樹奈々『SCARLET KNIGHT』

## プロレスラーとして

### 経歴
2016年
- 3月24日、我闘雲舞のプロレス教室を経て、新木場1stRING大会のオープニングで練習生になったことが発表された[3]。
- 5月20日、我闘雲舞市ヶ谷大会の試合前にさくらえみとエキジビションを実施（3分）。試合後の座談会で来月開催の後楽園ホール大会でのデビュー戦が決定した[4]。
- 6月22日、我闘雲舞後楽園ホール大会にてデビュー。大鷲透&TARU（負傷欠場の梶トマトの代理）と組んで、サワディー仮面&パクサー&E.K.バキー組と対戦し、TARUがサワディー仮面から3カウントを奪い、チームとして勝利のデビューを飾る[5][6]。
- 8月23日に自身のブログとTwitterで扁桃周囲腫瘍[7]により、３大会の欠場を発表した。
- 8月31日、初の他団体参戦となるHEAT-UP初参戦。我闘雲舞提供試合として、志田光＆帯広さやかと組んで、さくら＆「ことり」＆アーサ米夏組と対戦。志田がアーサからフォールを奪って勝利した[8]。

2016年9月以降、プロレス活動はしておらず、我闘雲舞の公式サイトより選手情報は削除されている。

### 得意技
マッキー投げ
巻き投げ